# Ho (Voce del verbo avere)
Ho (Voce del verbo avere) è un singolo dei Ridillo, il secondo a venire estratto da 1995-2015 Funk Made in Italy. Verrà più avanti incluso anche nell'album del 2018 Pronti, Funky, Via!.
È disponibile nel solo formato digitale, e include due versioni del brano: una radio edit e un remix ad opera di Bengi con gli Halftones (Alan Iotti e Giulio Vetrone).

## Tracce

### download digitale
1. Ho (Voce del verbo avere) (radio edit) - 3:40
2. Ho (Voce del verbo avere) (Bengi & Halftones dub remix) - 3:36